# Condado de Douglas (Wisconsin)
El condado de Douglas (en inglés: Douglas County), fundado en 1854, es uno de 72 condados del estado estadounidense de Wisconsin. En el año 2000, el condado tenía una población de 43,287 habitantes y una densidad poblacional de 12 personas por km². La sede del condado es Superior.

## Geografía
Según la Oficina del Censo, el condado tiene un área total de 3,833 km², de la cual 3,391 km² es tierra y 442 km² (11.54%) es agua.

### Condados adyacentes
- Condado de Bayfield (norte)
- Condado de Sawyer (sureste)
- Condado de Washburn (sur)
- Condado de Burnett (suroeste)
- Condado de Pine, Minnesota (suroeste)
- Condado de Carlton, Minnesota (oeste)
- Condado de St. Louis (noroeste)

## Demografía
En el censo de 2000, había 43,287 personas, 17,808 hogares y 11,272 familias residiendo en el condado. La densidad poblacional era de 12 personas por km². En el 2000 había 20,356 unidades habitacionales en una densidad de 6 por km². La demografía del condado era de 95.35% blancos, 0.57% afroamericanos, 1.82% amerindios, 0.63% asiáticos, 0.03% isleños del Pacífico, 0.20% de otras razas y 1.41% de dos o más razas. 0.73% de la población era de origen hispano o latino de cualquier raza.

## Localidades
| Ciudades y villas  | Pueblos   | Áreas no incorporadas | Áreas no incorporadas | Pueblos fantasmas | Pueblos fantasmas |
| ------------------ | --------- | --------------------- | --------------------- | ----------------- | ----------------- |
| - Superior (villa) | - Wascott | - Gordon              | - Winneboujou         | - Nutt            | - Wiehe           |

† Anexado a la ciudad de Superior